# Grynig filtlav
Grynig filtlav (Peltigera collina) är en lavart som först beskrevs av Erik Acharius, och fick sitt nu gällande namn av Heinrich Adolph Schrader. Grynig filtlav ingår i släktet Peltigera och familjen Peltigeraceae.  Arten är reproducerande i Sverige. Inga underarter finns listade i Catalogue of Life.

## Källor

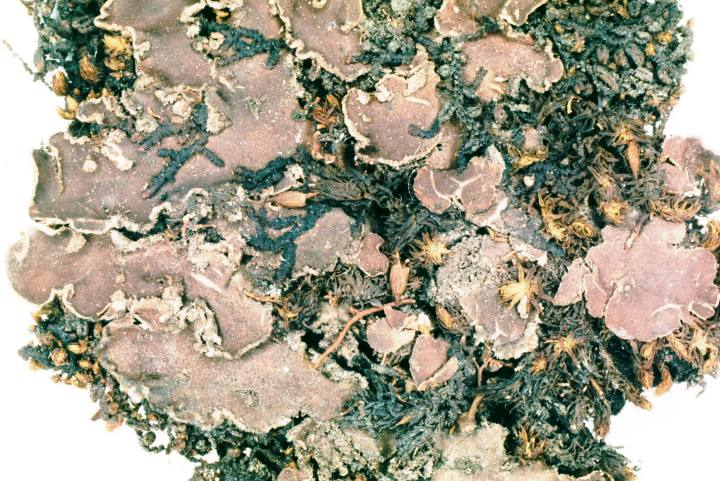
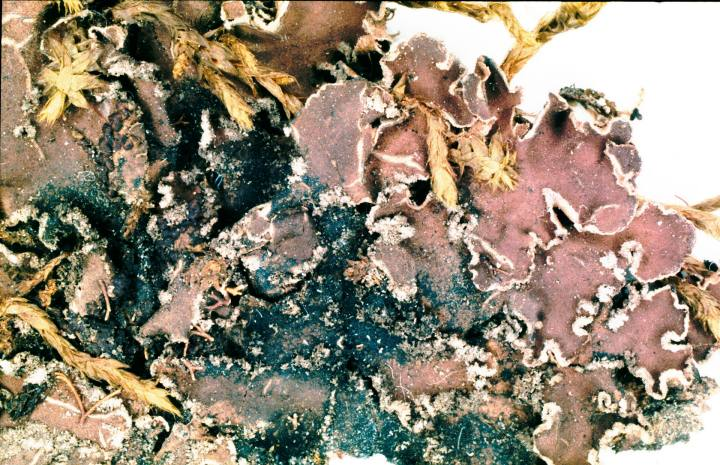
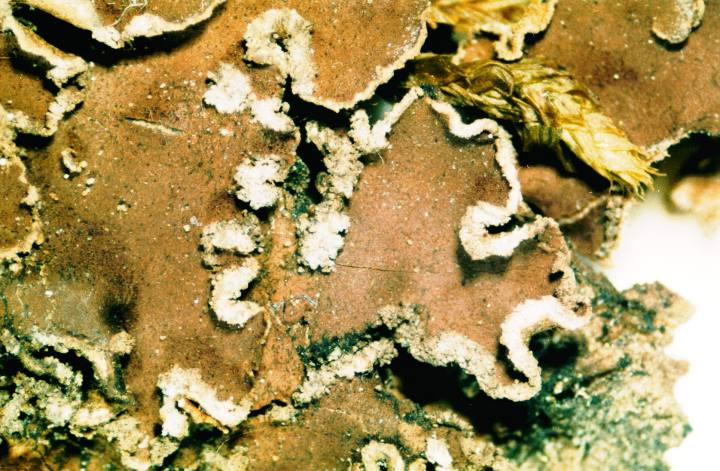
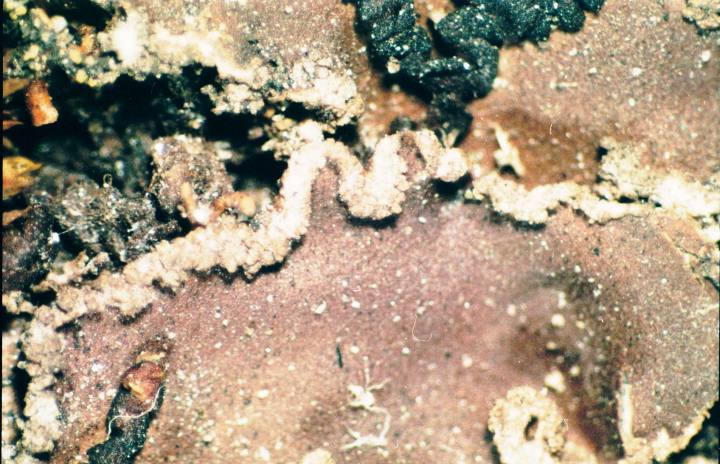
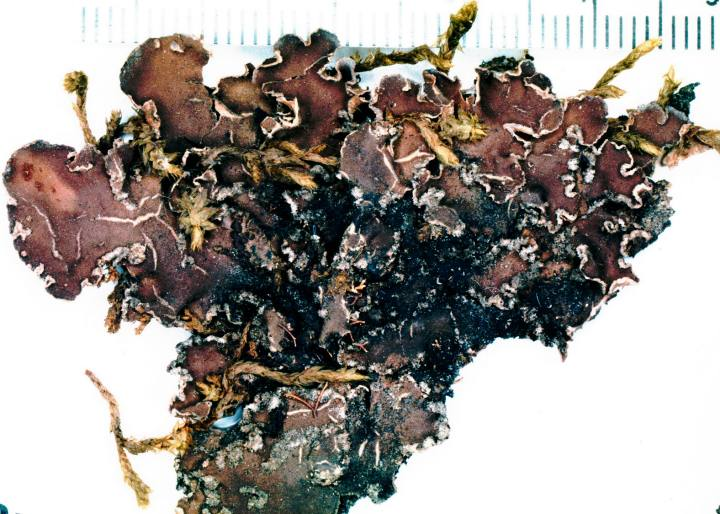